# Джайпурский метрополитен
Джайпурский метрополитен (хинди जयपुर मेट्रो) — система метрополитена, действующая в индийском городе Джайпур.

## История
Строительство началось 13 ноября 2010 года.
3 июня 2015 года открылся первый участок Первой линии.

### Строительство
С ноября 2010 года начато строительство Второй линии.

### Пуск
Открыт 3 июня 2015 года участком первой линии, 9 станций, длина 9.6 км.

## Линии
- Первая линия — 3 июня 2015 года открыт участок из 9 станций (одна подземная), длина 9.6 км[1]. Всего планируется 12.1 км, 11 станций, из них 3 подземных.
- Вторая линия — строится с ноября 2010 года, полная длина 23.1 км, 20 станций, из них 5 подземных.

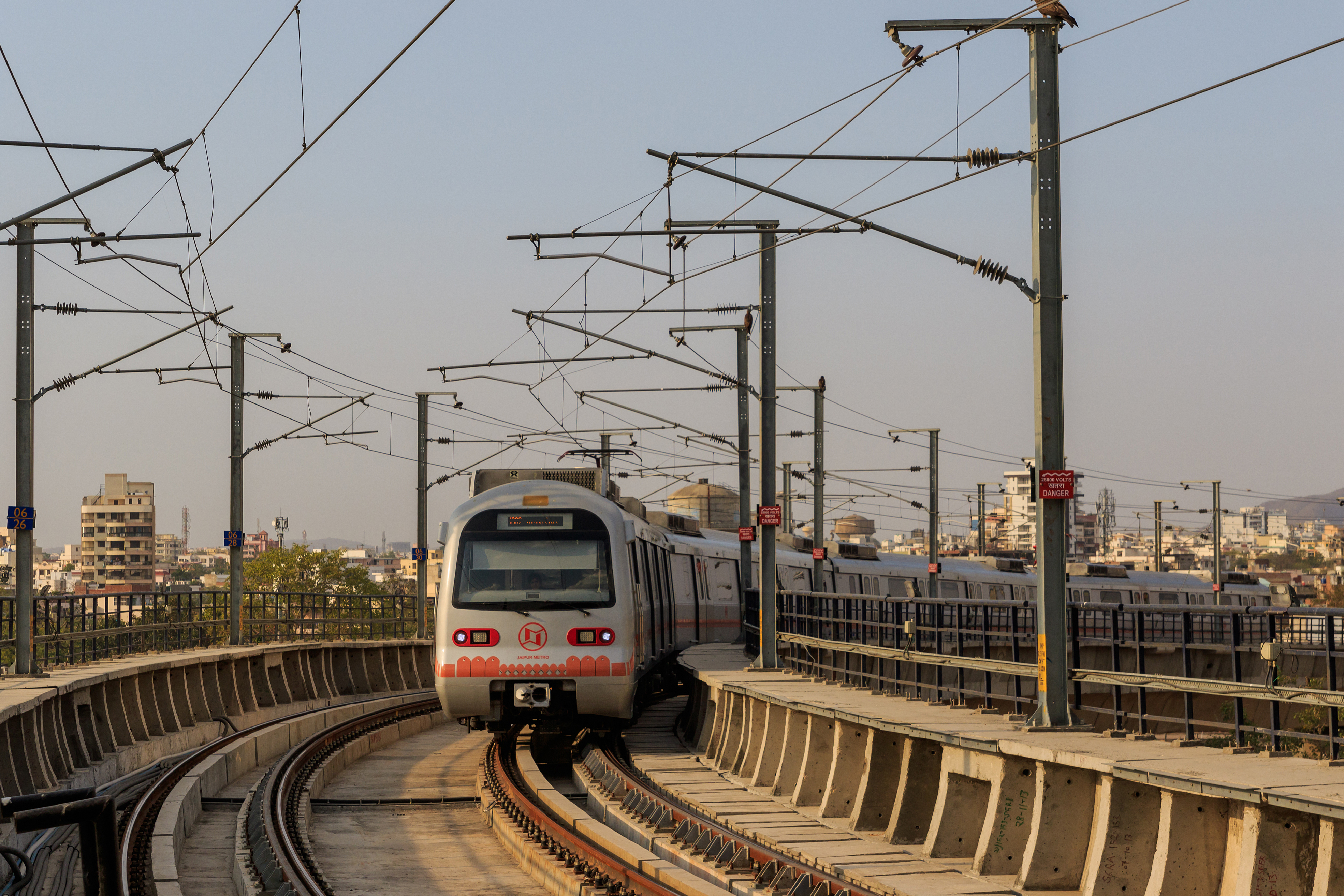
Поезд на Первой (Розовой) линии
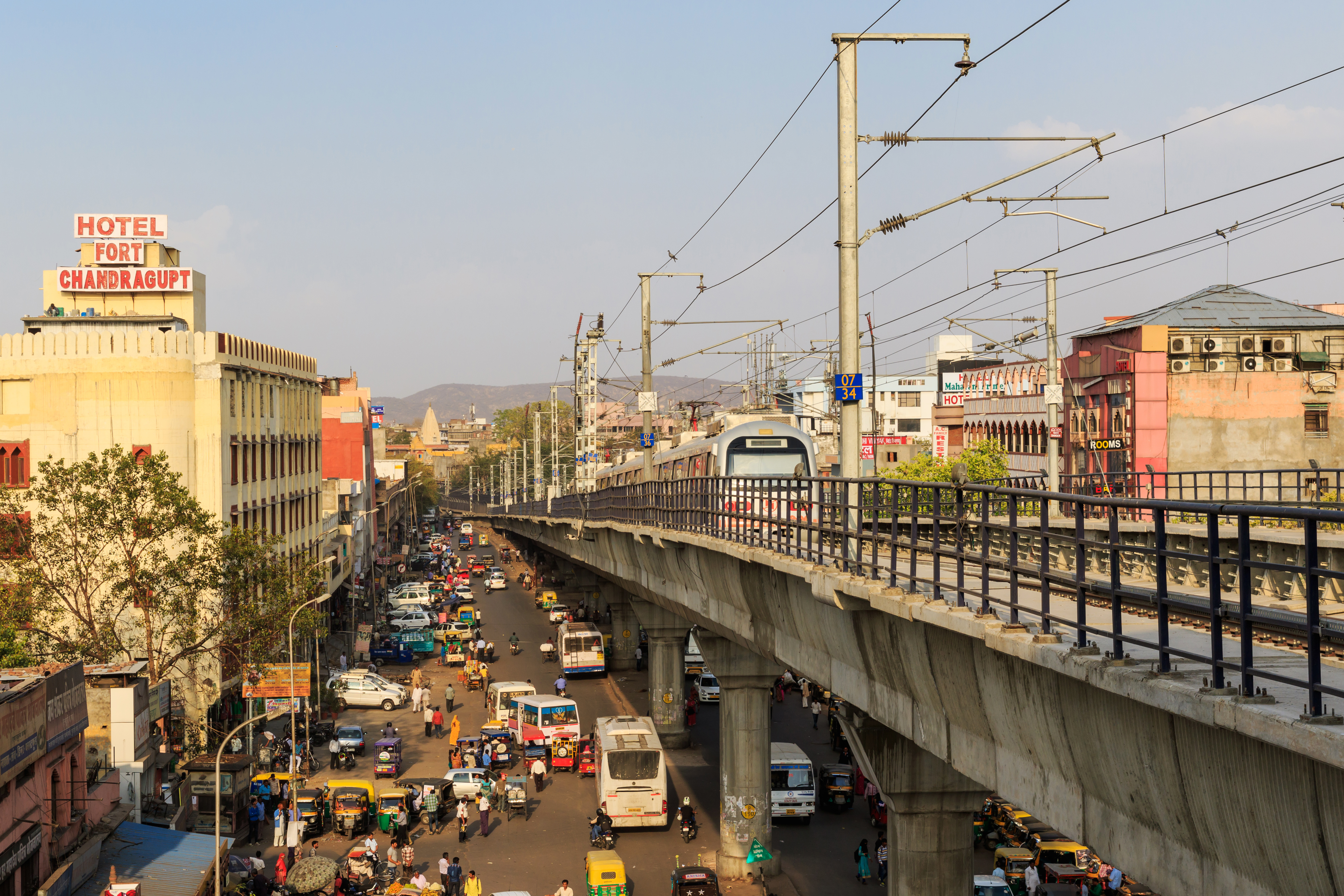
Эстакада у станции «Sindhi Camp»
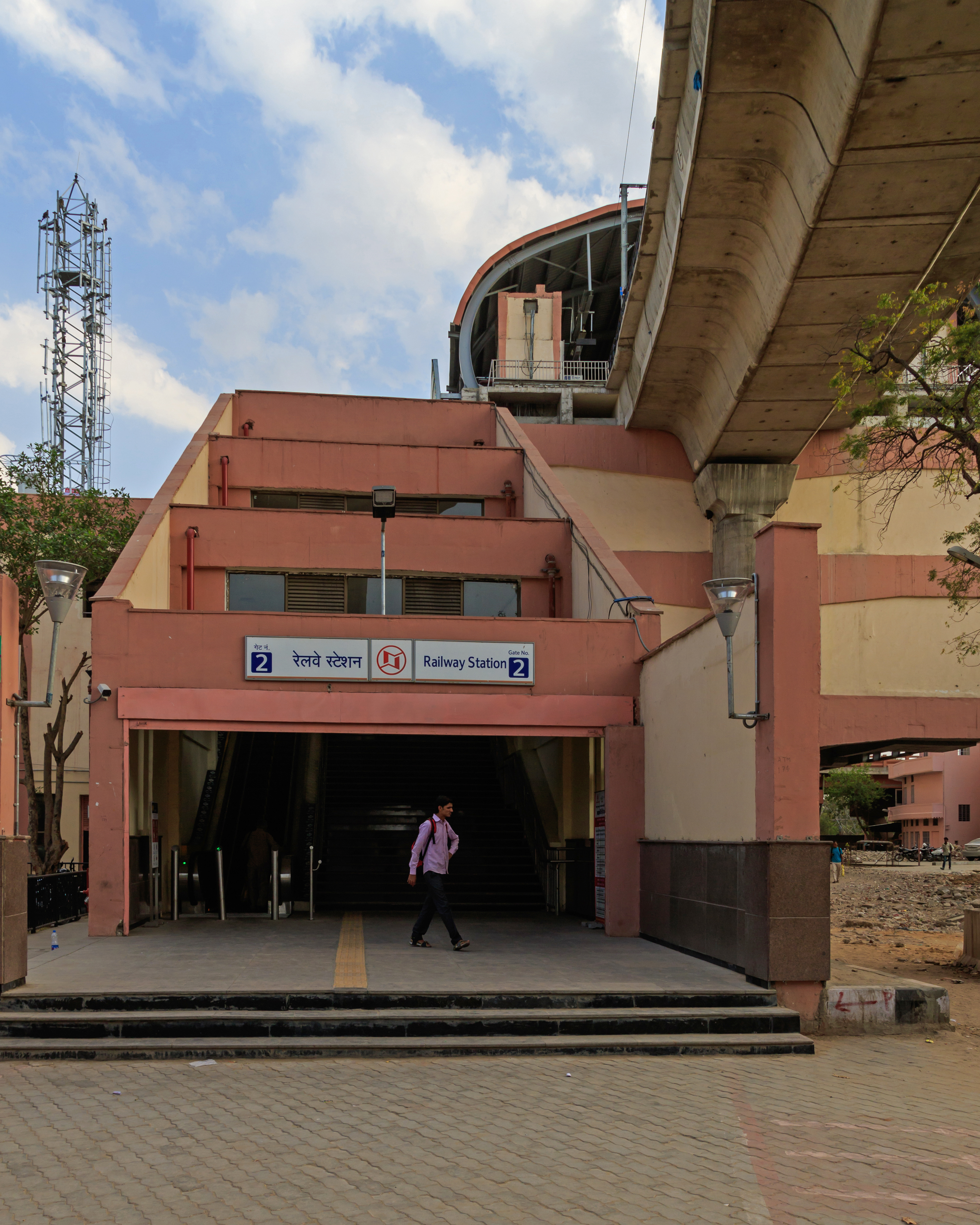
Вход на станцию «Railway station»
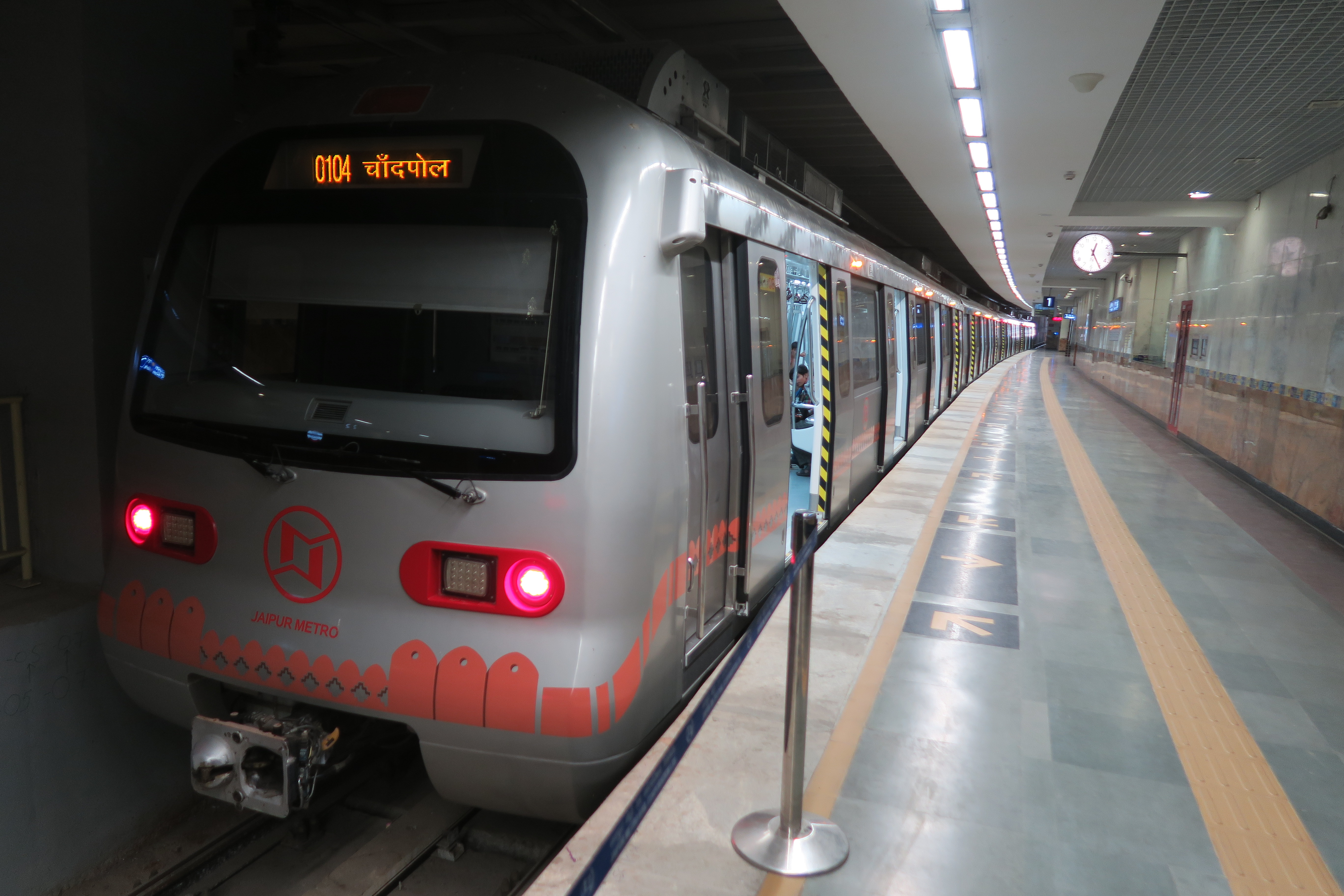
Станция «Chandpole», пока единственная подземная